# Tilly Fleischer
Ottilie „Tilly” Fleischer, zamężna Grote (ur. 2 października 1911 we Frankfurcie nad Menem, zm. 14 lipca 2005 w Lahr) – lekkoatletka niemiecka, mistrzyni olimpijska w rzucie oszczepem z 1936.
Największe sukcesy odnosiła jako oszczepniczka, ale uprawiała również inne lekkoatletyczne specjalności. Zdobyła dwa medale olimpijskie w rzucie oszczepem – w Los Angeles w 1932 była trzecia (uzyskała odległość 43,15 m, a złoto przypadło Amerykance Mildred Didrikson), cztery lata później w Berlinie zajęła pierwsze miejsce (za odległość 45,18 m). Po berlińskich igrzyskach otrzymała od władz Frankfurtu samochód; wkrótce zakończyła karierę sportową.
W Los Angeles rywalizowała również w rzucie dyskiem (zajęła 4. miejsce) oraz biegła w składzie niemieckiej sztafety sprinterskiej (6. miejsce). Zdobywała ponadto medale na Światowych Igrzyskach Kobiet; w Pradze w 1930 była druga w rzucie dyskiem, w Londynie w 1934 druga w pchnięciu kulą.